# (18780) Kuncham
(18780) Kuncham (1999 JY44) – planetoida z pasa głównego asteroid okrążająca Słońce w ciągu 3,33 lat w średniej odległości 2,23 j.a. Odkryta 10 maja 1999 roku.